# Comuna Ielîhovîci, Zolociv
Ielîhovîci (în ucraineană Єлиховичі) este o comună în raionul Zolociv, regiunea Liov, Ucraina, formată din satele Horodîliv, Ielîhovîci (reședința), Kopani, Luh, Monastîrok, Obertasiv și Zozuli.

## Demografie
Componența lingvistică a comunei Ielîhovîci
     Ucraineană (99,76%)
     Alte limbi (0,24%)
Conform recensământului din 2001, majoritatea populației comunei Ielîhovîci era vorbitoare de ucraineană (99,76%), existând în minoritate și vorbitori de alte limbi.